# Су-Сент-Мари (индейская резервация)
Су-Сент-Мари (англ. Sault Ste. Marie Reservation) — индейская резервация народа оджибве, расположенная в восточной части Верхнего полуострова Мичигана, США.

## История
Многочисленные группы народа оджибве исторически занимали территорию по обеим берегам реки Сент-Мэрис. В колониальную эпоху на этих землях был основан торговый пост, вокруг которого постепенно сформировалось оседлое сообщество, космополитичное по своему разнообразию культур коренных народов, метисов, а также французов и англоязычных европейцев. По окончании Англо-американской войны была урегулирована граница Соединённых Штатов с Британской Канадой и южная часть региона, включая Верхний полуостров Мичигана и остров Шугар, стала частью Территории Мичиган. В 1815 году оджибве уступили большую часть своих земель в Мичигане.
Современное племя су-сент-мари происходит от групп оджибве, которые жили на острове Шугар и на берегах реки Сент-Мэрис в американском штате Мичиган и в канадской провинции Онтарио. Племя не имело собственной резервации и большинство его членов проживало в Бей-Милс. Во второй половине XX века группа жителей острова Шугар боролась за федеральное признание, которое получила в 1972 году. Резервация была передана в доверительное управление племени су-сент-мари в марте 1974 года.  

## География
Резервация состоит из нескольких несмежных участков, расположенных в восточной части Верхнего полуострова Мичигана, большинство которых находятся в округе Чиппева. Небольшие участки находятся также в округах Алджер, Льюс, Макино, Маркетт и Скулкрафт. Общая площадь Су-Сент-Мари, включая трастовые земли (2,789 км²),  составляет 5,124 км², из них 5,079 км² приходится на сушу и 0,007 км² — на воду. Административным центром резервации и штаб-квартирой племени является город Су-Сент-Мари.

## Демография
По данным федеральной переписи населения 2010 года, в резервации проживало 1747 человек. Согласно федеральной переписи населения 2020 года в резервации проживало 1757 человек, насчитывалось 630 домохозяйств и 661 жилой дом. Средний возраст, проживающих в Су-Сент-Мари, составлял 29,9 лет. Доход среднего домохозяйства в индейской резервации составлял 31 607 долларов США. Около 40,8 % всего населения находились за чертой бедности, в том числе 64,3 % из тех, кому ещё не исполнилось 18 лет, и 33,2 % старше 65 лет.
Расовый состав распределился следующим образом: белые — 441 чел., афроамериканцы — 25 чел., коренные американцы (индейцы США) — 1003 чел., азиаты — 3 чел., представители других рас — 9 чел., представители двух или более рас — 276 человек; испаноязычные или латиноамериканцы любой расы составили 51 человек. Плотность населения составляла 342,9 чел./км².

## Комментарии
1. ↑  В состав резервации входит часть населённого пункта